# ایتنهایم
ایتنهایم (به فرانسوی: Ittenheim) یک کمون در فرانسه با جمعیت ۲٬۲۰۷ نفر است که در Canton of Mundolsheim واقع شده‌است.